# اجارنی
اجارنی (به انگلیسی: Ajjarni) یک منطقهٔ مسکونی در هند است که در کارناتاکا واقع شده‌است.